# 白花长白棘豆
白花长白棘豆（学名：[Oxytropis anertii var. albiflora] 错误：{{Lang}}：文本有斜体标记（帮助））为豆科棘豆属下的一个变种。